# 제빙

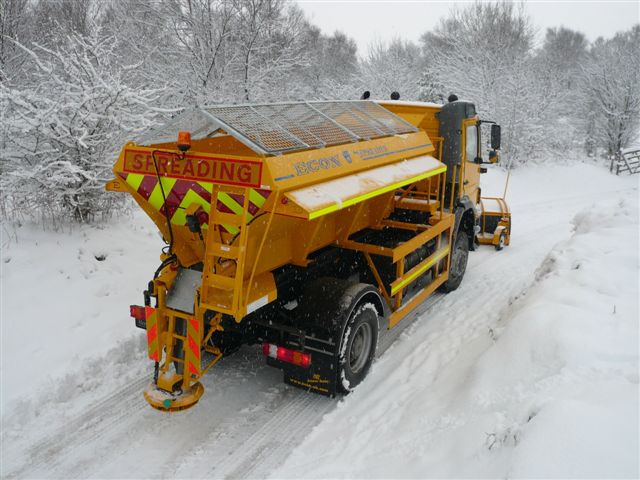

제빙은 표면에서 눈, 얼음 또는 서리를 제거하는 과정이다. 방빙이란 제빙뿐만 아니라 표면에 남아 얼음의 재형성을 일정 시간 지연시키거나 얼음의 부착을 방지하여 기계적 제거를 쉽게 하는 화학물질을 적용하는 것이다.
제빙은 기계적 방법(스크래핑, 밀기)으로 수행할 수 있다. 열을 가함으로써 물의 어는점을 낮추기 위해 고안된 건조 또는 액체 화학물질(다양한 염 또는 염수, 알코올, 글리콜)을 사용한다. 또는 이러한 다양한 기술을 조합하여 사용할 수도 있다.

## 환경에 미치는 영향
염화 나트륨이나 염화 칼슘과 같은 제빙염은 자연수로 침출되어 염도에 큰 영향을 미친다.
에틸렌 글리콜과 프로필렌 글리콜은 지표수에서 분해되는 동안 높은 수준의 생화학적 산소 요구량(BOD)을 발휘하는 것으로 알려져 있다. 이 과정은 수생 생물의 생존을 위해 필요한 산소를 소비함으로써 수생 생물에 부정적인 영향을 미칠 수 있다. 미생물 집단이 프로필렌 글리콜을 분해할 때 물기둥에 있는 다량의 용존 산소(DO)가 소비된다.:2–23
일부 공항에서는 사용한 제빙액을 재활용하여 물과 고체 오염 물질을 분리하여 다른 용도로 재사용할 수 있다. 다른 공항에는 현장 폐수 처리 시설이 있거나 수집된 유체를 도시 하수 처리장 또는 상업용 폐수 처리 시설로 보낸다.

## 같이 보기
- 오염